# Сваштојед
Сваштојед, свеждер или омнивор (од лат. omne — „све“ и vorare — „прождирати“), је свака животињска врста која се храни и биљном и животињском храном, дакле чија је исхрана мешовита.

## Примери
Код омниворних сисара зуби су прилагођени како за кидање меса, тако и за жвакање и млевење биљних делова. Медведи су познати по томе што воле пчелињи мед, али се хране и мањим животињама, као што су рибе и ларве инсеката. Своју исхрану допуњују биљкама. Занимљиво је да веверица, која се иначе храни орасима, жиревима, лешницима и семењем четинарског дрвећа, такође напада и птице и њихова јаја. Човек је такође сваштојед.
Међу птицама, врана и гавран су омнивори. Посебно је познат гавран по томе што једе веома разноврсну храну, заправо све што је хранљиво, а може да буде и стрвинар.